# Call of Duty: Modern Warfare 3 – Defiance
『Call of Duty: Modern Warfare 3 – Defiance』（こーる おぶ でゅーてぃ もだん うぉーふぇあ 3 でぃふぁいあんす）は、2011年に発売されたニンテンドーDS専用ファーストパーソン・シューティングゲーム。n-Spaceが開発し、アクティビジョンが発売した。本作は『コール オブ デューティ モダン・ウォーフェア3』と同じ設定であり、アイアンサイトや車両ミッションなどコール オブ デューティシリーズの多くの典型的な要素を取り入れている。本作がニンテンドーDSで発売された最後のコールオブデューティ作品である。本作品は日本では発売されていない。

## ゲーム
このゲームでは、前作と同じ一人称シューティングである。 しかし、下画面のステータス表示は、相手の近接範囲に移動することなくナイフを装備できるなど新しい機能が更新された。

## ストーリー
本作は『コール オブ デューティ モダン・ウォーフェア3』と同じストーリーではない。過去のニンテンドーDSのコールオブデューティシリーズのように、ストーリーはコンソールとPC版の「もう一つの物語」として機能している。
このゲームは、『コール オブ デューティ モダン・ウォーフェア2』でロシアの米国侵攻時にアラスカで軍事訓練を行っていた州兵と共に始まる。州兵は、イギリスの特殊部隊「SFSG」とロシアに対抗するために共同訓練を行っており、ロシアからウィルトンの町の防衛やロシアに占領されたトランス・アラスカ・パイプラインシステムの確保に成功している。
その後、アリゾナとネバダの州境に移動し、フーバーダムとネバダ州ヘンダーソン周辺で戦った。 イギリス軍の部隊はヘリコプターでロシア軍が占領したダムを急襲し、ネバダ側の発電機を救うことに成功したが、アリゾナ側の発電機に設置されていた爆弾が爆発したことで部隊は戦死し、発電機の破壊によってアリゾナの電源供給は機能不全に陥った。
ゲーム終盤では州兵とSFSGは、ロシア軍が占領していたボルチモア・ワシントン国際空港を奪還し、ボルティモア港を巡っての戦闘でロシアが大量破壊兵器を米国に移しており、兵器を作戦地帯に移動させていることを知った。部隊は港に急行し、ロシア軍が兵器を積み下ろしている貨物船に向かった。州兵部隊が船のデッキに乗り込んだちょうどその時に兵器を積んだロシアのハインドヘリコプターが離陸したが部隊はRPGでハインドの撃墜に成功した。ゲームは操作キャラクターの「本当の戦いはこれからだ」との発言で締めくくられるが、これはモダン・ウォーフェア3で起きる第三次世界大戦について言及している。

## マルチプレイヤー
本作は、プレイヤーが武器のロードアウト、手榴弾のオプション、タイトル、パークを作成して保存する機能を備えた前作より大幅に改善されたマルチプレイヤーモードを搭載している。 以前の携帯機用のコールオブデューティゲームと同様の機能で、プレイヤーが類似の武器で特定の数のキルを行ったときに武器がアンロックされる。さらに、プレイヤーはリスポーンするたびにロードアウトを変更できる。 同様に、プレイヤーはマップオプションを事前に設定し、ホストの時にすぐに実行することができる。

## 評価
本作は賛否両論であった。「Official Nintendo Magazine」のクリス・スカリオンは「欠陥はないが、ハードウェアの限界を考えれば印象的なシューティングゲームだ」と述べた。「Nintendo World Report」のジェームズ・ドーソンは『コール オブ デューティ モダン・ウオーフェア3 ディファイアンス』は何の賞も得ることができなかったが、人気シリーズのDS版としてはまともな仕事をしていた」と述べた。